# Клауккала
Кла́уккала (фин. Klaukkala, швед. Klövskog) — посёлок городского типа в южной части общины Нурмиярви в Финляндии. Население в 2019 году 18 215 человек, темпы роста населения самые высокие в Нурмиярви.

## Этимология
Название населённого пункта образовано от имени Клаукка (фин. Klaukka, финская диалектная форма имени Клаус) с добавлением типичного для финских сёл суффикса -la. Шведские названия Клёвског (швед. Klövskog) и зафиксированное в 1540-х годах Клокскобю и Клёкескобю (швед. Klockskoby, Klöckeskoby) образованы от того же личного имени, но с добавлением шведских суффиксов, также характерных для названий сёл и деревень.

## География
Клауккала расположена на расстоянии 5 км от городов Вантаа и Эспоо и менее чем в 30 км от столицы Финляндии Хельсинки. Через населённый пункт проходит шоссе 132, соединяющее Хямеэнлинну и Лоппи. С Хельсинки и Хювинкяа населённый пункт соединяют автобусные маршруты; планируется также железнодорожное соединение с Хельсинки, продолжающее линию Хельсинки-Вантаа.

## Население
Клауккала — наиболее быстро растущий населённый пункт в составе Нурмиярви. Этому способствует сочетание близости к крупным городам (в том числе к столице) с загородным пейзажем и характером застройки: до начала 2000-х годов основу застройки Клауккалы составляли дома на одну семью. Стремительный рост населения начался в 1960-е годы, когда Клауккала обогнала по числу жителей Кирконкиля — административный центр Нурмиярви. В 1970-е годы население Клауккалы также превысило население Раямяки, до этого бывшей крупнейшей агломерацией в составе Нурмиярви. В 2018 году в Клауккале проживали 18 215 человек (прирост в 1400 человек за 5 лет), и это был один из немногих населённых пунктов в составе общины, население которого продолжало расти. В связи с этим прогнозировалось, что к 2035 году в Клауккале будет проживать более 50 % суммарного населения Нурмиярви. После начала XXI века в Клауккале строятся кварталы многоэтажных домов высотой, как правило, до 7 этажей, однако возведён также многоцелевой 10-этажный комплекс Viirinlaakso.